# Moduł odległości
Moduł odległości – wielkość służąca do opisu odległości do obiektów astronomicznych.

## Definicja
Moduł odległości {\displaystyle \mu =m-M} jest różnicą pomiędzy obserwowaną jasnością {\displaystyle m} a jasnością absolutną {\displaystyle M.} Jeżeli odległość od obiektu w parsekach wynosi {\displaystyle d,} wówczas moduł odległości można wyznaczyć następująco:
{\displaystyle \log _{10}(d)=1+{\frac {\mu }{5}},}
{\displaystyle \mu =5\log _{10}(d)-5.}
Jednostką modułu odległości jest wielkość gwiazdowa. Moduł odległości umożliwia podawanie odległości do bardzo odległych obiektów za pomocą stosunkowo małych liczb. Jest powszechnie stosowany w astronomii pozagalaktycznej.
Uwaga! Moduł odległości jest różnicą między obserwowaną a absolutną jasnością obiektu tylko przy założeniu, że przestrzeń kosmiczna jest całkowicie przezroczysta, co w rzeczywistości nie jest prawdą. Niekiedy różnicę między obserwowaną a absolutną jasnością obiektu, czyli
{\displaystyle m-M=5\log d-5+A,}
gdzie {\displaystyle A} jest ekstynkcją, nazywa się obserwowanym modułem odległości.

## Zastosowanie
Moduł odległości zwykle jest używany do szacowania odległości innych galaktyk w najbliższym sąsiedztwie. Przykładowo, Wielki Obłok Magellana ma moduł odległości równy 18,5, dla Galaktyki Andromedy ta wartość wynosi 24,4, natomiast galaktyka NGC 4548 w gromadzie Panny ma moduł odległości równy 31,0. W przypadku Wielkiego Obłoku Magellana, oznacza to iż supernowa SN 1987A, mająca jasność obserwowalną 2,8, ma jasność absolutną rzędu -15,7, co jest niską wartością jak na przeciętną supernową.
Używanie modułu odległości ułatwia obliczanie jasności. Załóżmy, że gwiazda typu słonecznego o jasności absolutnej {\displaystyle M=5} znajduje się w galaktyce Andromedy (dla której {\displaystyle \mu =24{,}4}). Wówczas – przekształcając wzór na moduł odległości do postaci {\displaystyle \mu +M=m} można obliczyć, iż rozważana gwiazda miałaby jasność obserwowaną o wartości {\displaystyle 24{,}4+5=29{,}4,} więc byłaby słabo widoczna poprzez Kosmiczny Teleskop Hubble’a, którego „dolny limit” jasności obserwowanych obiektów wynosi ok. 30 magnitudo.